# 河源戰鬥 (國軍內戰)
河源戰鬥發生於1928年1月5日，地點則是在中國粵東一帶，是國民革命軍內部所發生的內戰戰鬥之一。河源戰鬥的交戰雙方，一方為十一軍陳銘樞部，另一方為四軍繆培南部。